# Jupiter, sous les traits de Diane, et Callisto
Jupiter, sous les traits de Diane, et Callisto est un tableau, mesurant 113 × 128,3 cm, peint par Jean Simon Berthélemy au début du XIXe siècle.

## Thème mythologique
Le tableau dépeint Jupiter, sous les traits de Diane, qui fait la cour à Callisto.